# Catabolismo
Chama-se catabolismo ou metacatabolismo a parte do metabolismo que se refere à assimilação ou processamento da matéria orgânica adquirida pelos seres vivos para fins de obtenção de energia.
Este conjunto de processo diz respeito às vias de degradação, ou seja, de quebra das substâncias. Parte sempre de moléculas que contêm quantidades importantes de energia, como  polissacarídeos, lipídios, ácidos nucleicos e proteínas que são degradados em unidades menores e com menor quantidade energética como monossacarídeos, ácidos graxos, nucleotídeos e aminoácidos, respetivamente. Ou seja, moléculas grandes são constituídas por longas cadeias de monômeros (mono = um + mer  = parte) e por isso são chamadas de polímeros (poli = muitos). A energia resultante do catabolismo é aproveitada pelo organismo que normalmente a armazena nas células em forma de compostos trifosfatados, como o ATP e o GTP. 
As células utilizam os monômeros obtidos da quebra de polímeros tanto para construir novos polímeros quanto para degradar os monômeros até simples produtos de excreção, liberando energia. Produtos de excreção incluem dióxido de carbono, amônia e ureia. Esses produtos geralmente são gerados por um processo de oxidação em que há liberação de energia, um pouco dessa energia é perdida por calor e o restante é utilizado para a síntese de ATP. A célula utiliza as moléculas de ATP para transferir a energia liberada pelo catabolismo para as reações que precisam de energia que constituem os processos do anabolismo ou para processos como contração muscular ou transporte ativo. Portanto, o catabolismo é o responsável pelo fornecimento da energia química necessária para a manutenção e o crescimento das células. Exemplos de processos catabólicos incluem a glicólise, a quebra das proteínas musculares para a utilização dos aminoácidos como substrato para a gluconeogênese e a quebra de lipídios do tecido adiposo em ácidos graxos.
Existem diversos sinais que controlam o catabolismo. A maior parte da sinalização conhecida é feita por hormônios e pelas moléculas envolvidas no próprio metabolismo. Endocrinologistas tradicionalmente classificam a maioria dos hormônios como catabólicos ou anabólicos, de acordo com a parte do metabolismo que eles atuam. Os chamados hormônios catabólicos clássicos conhecidos desde o início do século XX são cortisol, glucagon e adrenalina (e outras catecolaminas). Nas últimas décadas, muitos outros hormônios com pelo menos alguns efeitos catabólicos foram descobertos, incluindo citocinas, orexina e melatonina.

## Exemplos de vias catabólicas
- Fermentação
- Respiração celular
- Respiração aeróbia